# 和平省
和平省（越南语：／）是原越南西北部的一個省，省莅和平市。
東南亞的史前文化──和平文化的遺址首先發現於和平省，因而將該文化命名為和平文化。

## 地理
和平省北接富寿省，西接山罗省，南接清化省，东南接宁平省，东接河南省和河内市。

## 历史

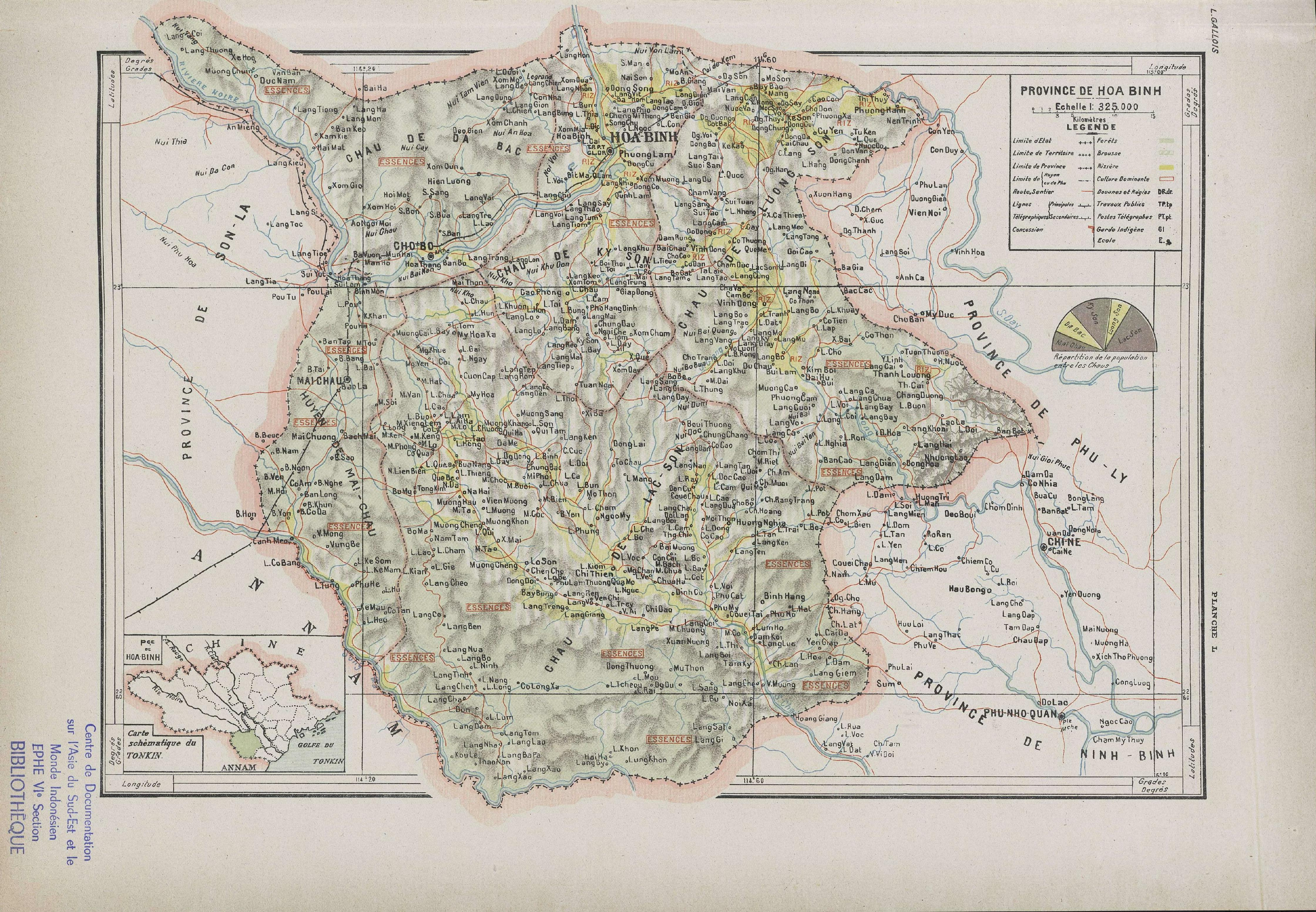
法属印度支那时期的和平省地图

阮朝时，和平省地区分属河内省、山西省、兴化省和宁平省山区。
1886年6月22日，北圻经略衙决定在芒族山区设立芒省，省莅设在陀北州𢄂坡，因此又名𢄂坡省。11月29日，中北圻统使府决定将省莅设在不拔县芳林社，因此省名定为芳林省，芳林省包括山西省、美德道和宁平省3省道的山区土民地区。
1888年4月，芳林省设立山西道、美德道、宁平道3土民管道。
1889年，宁平道土民改设为乐土府、乐水县，山西道、美德道土民改设为良山府、奇山县。
1890年，原美德道土民地区与河内省美德府合并复设美德道。
1891年3月18日，芳林省省莅迁至芳林社附近的和平社，更名为和平省。和平省下辖奇山州、良山州、乐山州、乐水州、陀北州、枚州6州。
1908年10月24日，乐水州划归河南省管辖。
1939年，枚州和陀北州合并为枚陀州。
1948年1月25日，越南民主共和国政府设立各联区，和平省除枚陀州以外，全部划归第三联区管辖，枚陀州划归第十联区管辖。
1948年3月25日，北越政府改府、州为县，和平省下辖奇山县、良山县、乐山县、枚陀县4县。
1949年11月4日，第一联区和第十联区合并为越北联区，枚陀县随之划归越北联区管辖。
1950年8月9日，枚陀县自越北联区划归第三联区管辖。
1953年，河南省乐水县划归和平省管辖。
1956年9月21日，枚陀县分设为枚州县和陀北县。
1957年10月15日，乐山县析置新乐县。
1958年11月24日，胡志明签署敕令，自12月1日起撤销第三联区。和平省划归中央政府直接管辖。
1959年4月17日，良山县析置金杯县。
1964年8月17日，乐水县析置安水县。
1975年12月27日，和平省与河西省合并为河山平省。
1991年8月12日，河山平省分设为河西省和和平省，和平省下辖和平市社、良山县、陀北县、乐山县、枚州县、奇山县、金杯县、新乐县、安水县、乐水县。
2001年12月12日，奇山县析置高峰县。
2006年10月27日，和平市社改制为和平市。
2008年5月29日，良山县东春社、进春社、安平社和安中社4社并入河内市。
2019年12月17日，奇山县并入和平市。
2025年7月1日併入富壽省後走入歷史。

## 行政區劃
和平省下轄1市9縣，省莅和平市。
- 和平市（Thành phố Hòa Bình）
- 高峰縣（Huyện Cao Phong）
- 陀北縣（Huyện Đà Bắc）
- 金盃縣（Huyện Kim Bôi）
- 樂山縣（Huyện Lạc Sơn）
- 樂水縣（Huyện Lạc Thủy）
- 良山縣（Huyện Lương Sơn）
- 枚州縣（Huyện Mai Châu）
- 新樂縣（Huyện Tân Lạc）
- 安水縣（Huyện Yên Thủy）

## 外部連結
- 和平省电子信息门户网站（页面存档备份，存于）（越南文）